# Pantydia bicolora
Pantydia bicolora là một loài bướm đêm trong họ Erebidae.